# Älleköpinge socken
Älleköpinge socken var en socken  i Villands härad i nuvarande Kristianstads kommun. Socknen uppgick 4 januari 1618 i Åhus socken i samband med att Åhus stad upplöstes.

## Historik
Kyrkan i Älleköpinge ha grundade 1138 som klosterkyrka för Clara Sylua, det första cistercienserkloster i Norden. Enligt Sven Rosborn var före grundadet av klostret namnet för platsen Billingdorf (eller Billungdorf), och mansnamnen Billing finner man även på runstenen Älleköpingestenen.